# Karl von Lindner
Karl von Lindner (německy Carl Ludwig Julius Ritter von Lindner) (16. června 1831 Brno – 28. září 1898 Štýrský Hradec) byl rakousko-uherský admirál. U c. k. námořnictva sloužil od roku 1849, vyznamenal se v několika válkách a v roce 1864 byl povýšen do šlechtického stavu. V letech 1872–1877 byl velitelem C. k. námořní akademie v Rijece a nakonec zastával funkci velitele námořní pěchoty v Pule (1880–1883). V roce 1883 byl penzionován v hodnosti kontradmirála.

## Biografie

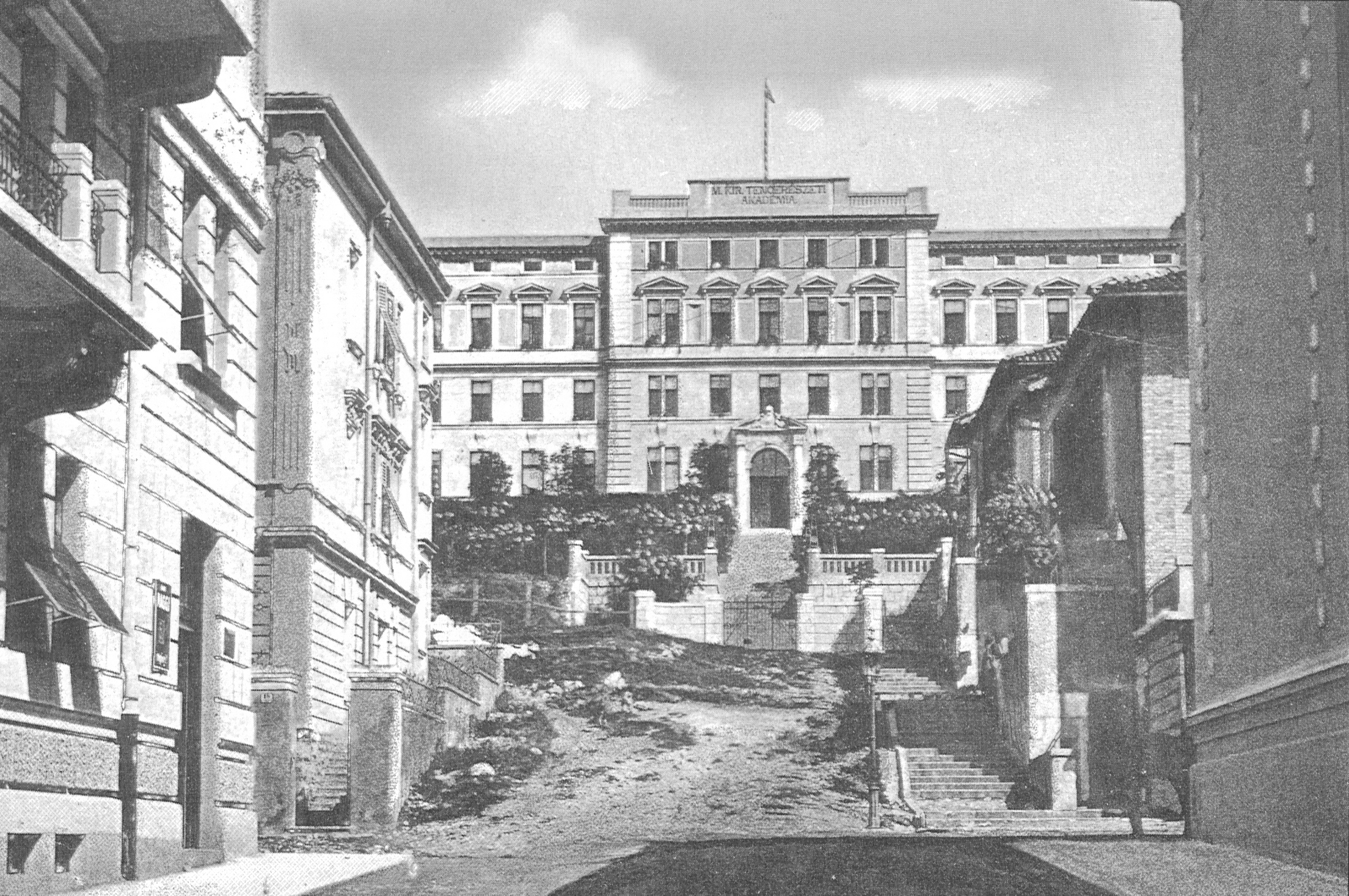
C. k. námořní akademie v Rijece, kde byl Karl von Lindner velitelem 1872–1877

Byl synem speleologa a inspektorů dolů na drahé kovy Antona Lindnera (1800–1841). Po reálce studoval na Polytechnice ve Vídni a v roce 1849 vstoupil jako kadet k námořnictvu. Během bojů v Itálii se zúčastnil blokády Benátek (1849), poté na korvetě SMS Diana absolvoval cestu na Blízký východ (1849–1850), později se plavil také na obchodních a dopravních lodích. V roce 1851 získal hodnost praporčíka a znovu dvakrát cestoval na Blízký východ. Od roku 1855 působil jako pedagog na C. k. námořní akademii v Terstu a v roce 1856 byl povýšen na poručíka II. třídy. Již jako poručík I. třídy (1858) se na fregatě SMS Venus zúčastnil války se Sardinií.

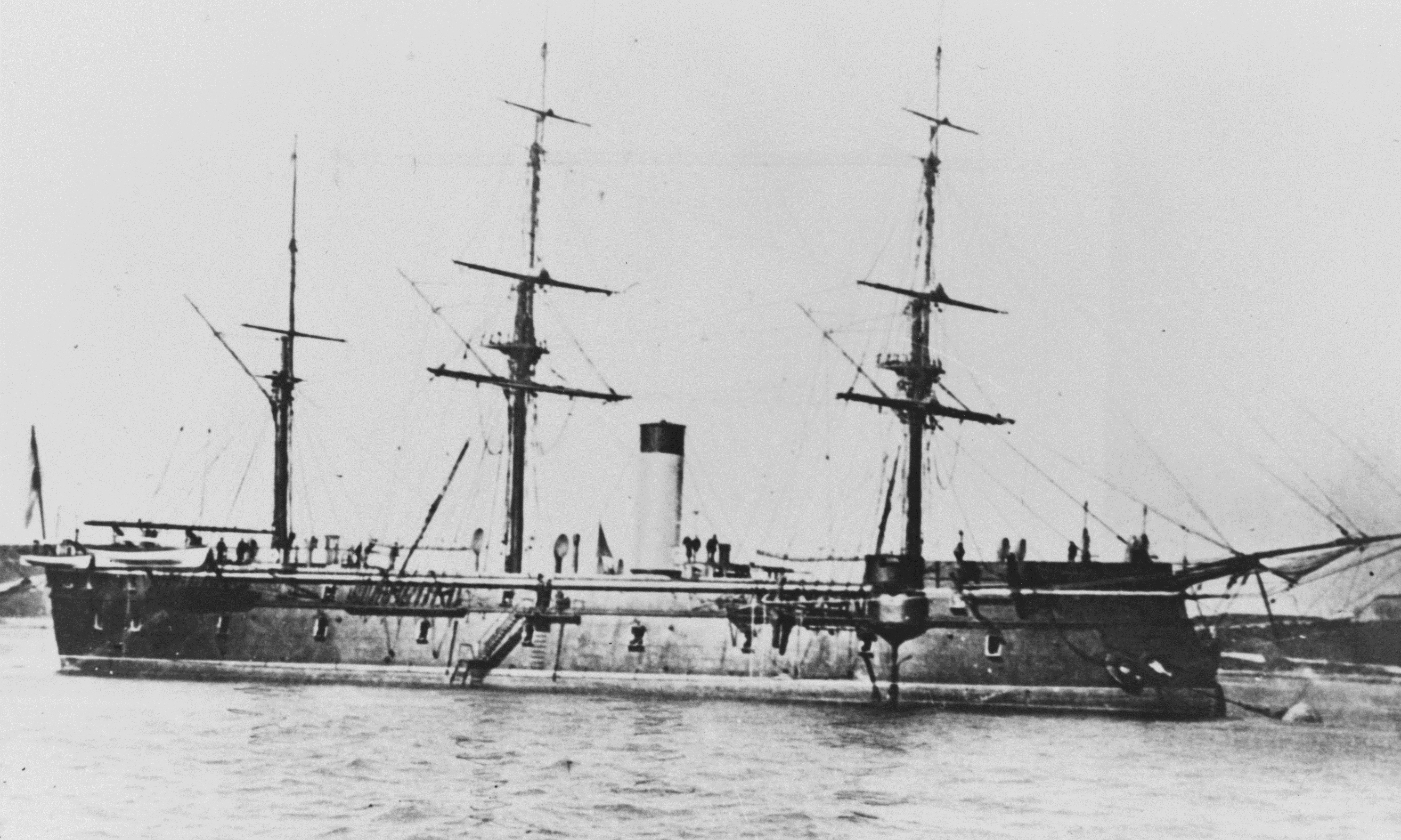
Fregata SMS Habsburg, vlajková loď Karla Lindnera 1878–1879

V roce 1860 byl přidělen jako pobočník admirálu Dahlerupovi a byl také úředníkem vojenské sekce u vrchního námořního velení. V roce 1864 byl povýšen na fregatního kapitána a byl přeložen na ministerstvo námořnictva s kompetencí pro správu železnic. Téhož roku se zúčastnil dánsko-německé války. V roce 1865 se stal pobočníkem velitele eskadry na fregatě SMS Schwarzenberg a v roce 1866 se během války s Itálií zúčastnil bitvy u Visu. V letech 1867–1868 byl velitelem výcvikové lodi SMS Minerva.
Ze zdravotních důvodů byl v roce 1869 penzionován, ale v dubnu 1870 vstoupil znovu do aktivní služby a 29. října 1870 získal hodnost kapitána řadové lodi. Rok strávil na moři jako velitel korvety SMS Helgoland (1870–1871), poté byl přeložen ke sborovému námořnímu velitelství v Pule. V letech 1872–1877 byl velitelem C. k. námořní akademie v Rijece a v roce 1877 byl přidělen k arzenálu v Pule. V dalších letech byl velitelem obrněné lodi SMS Custozza a pancéřové fregaty SMS Habsburg jako vlajkové lodi eskadry ve Středomoří. Nakonec byl v letech 1880–1883 velitelem námořní pěchoty v Pule na staniční lodi SMS Bellona.
K datu 1. července 1883 byl penzionován a při této příležitosti získal hodnost kontradmirála. Po odchodu do výslužby se usadil ve Štýrském Hradci, kde dožil v soukromí a zemřel na srdeční slabost 28. září 1898 ve věku 67 let.

## Tituly a ocenění
Za zásluhy ve válkách byl v roce 1864 povýšen do šlechtického stavu s titulem rytíř. Během služby u námořnictva se stal nositelem vysokých vyznamenání v Rakousku-Uhersku i v zahraničí.

### Rakousko-Uhersko
- Stříbrná medaile za statečnost (1849)
- Řád železné koruny III. třídy s válečnou dekorací (1864)
- Válečná pamětní medaile (1864)
- rytířský kříž Leopoldova řádu s válečnou dekorací (1866)
- Služební odznak pro důstojníky III. třídy (1873)
- Válečná medaile (1873)

### Zahraničí
- Řád koruny (1865, Prusko)
- komandérský kříž Řádu Guadalupe (1867, Mexiko)